# Federação Dinamarquesa de Atletismo
A Federação Dinamarquesa de Atletismo - em dinamarquês Dansk Atletik Forbund - é a entidade que supervisiona a prática de atletismo na Dinamarca.

A sua sede fica em Brøndby.

O seu presidente é Karsten Munkvad (2013).

A Federação Dinamarquesa de Atletismo é membro da Associação Europeia de Atletismo (AEA), e da Associação Internacional das Federações de Atletismo (IAAF). 